# 冒姓 (姓氏)
冒姓，中国姓氏之一，姓氏源流有争议。一说冒姓在春秋时已有，现在冒氏多为春秋楚国棼冒氏（又蚡冒氏）后人；一说为蒙古贵族后裔（尤其笃定如皋冒姓是蒙古后裔）。

## 棼冒说
- 冒氏出于楚国国君蚡（棼）冒氏，郡望在荥阳（荥阳在河南郑州，古代不是楚国属地，而是韩国属地）。
- 一般认为棼冒氏的衍生姓叔敖氏和包氏，本姓早已不见，如皋冒姓与之无关；但也有人认为冒氏是本姓棼冒的缩姓，与孟氏（孟孙），季氏（季孙），敖氏（宵敖等）类似。

### 其他源流
冒姓可能还有一小支来源于媢氏改字。

## 蒙古后裔说
宋元之际，如皋附近无冒氏可考，初期发源自苏北如皋的东陈镇。同治年间，冒襄后代冒澄在其为《冒氏世谱》中称其姓为元朝脱脱后裔，冒广生《如皋冒氏得姓记》则认为如皋冒氏为忽必烈第九子元镇南王脱欢之后，其子冒舒湮又力主脱脱之说。

## 历史名人
冒敬臣，字伯恭，宋代人，官至大理寺丞。
冒桧，字友松，原常熟人，元末避乱迁居东陈河东。洪武初年，“以博学闻”，曾受明太祖召见，之后曾为官。
冒襄，字辟疆（1611-1693），明末著名四大公子之一。缔结复社的骨干之一。
冒致中，元末海陵人，为两淮盐运司司丞，张士诚自立为吴王后，他被挟至苏州，并被封为妥督丞相，他托病力辞不仕，载书遁迹皋东，于本镇贾公祠河南购田筑室定居。位于贾公祠后的东陈万卷楼是其所建。万卷楼聚书数千卷，藏书曾在在编纂《永乐大典》时被征用，明永乐帝赐以御书“万券楼”匾额，此匾清初移置如城冒氏宗祠，至抗战期间失去。
冒广生，（1873—1959年）字鹤亭，号疚斋，清代江苏如皋人，光绪二十年举人，曾参加过戊戌变法活动。民国时，历任财政部顾问、农工商部全国经济调查会会长，江浙等地海关监督、外交特派员。抗日战争时期，冒广生居上海，从事经史词曲研究。抗战之后居南京，应聘为国史馆纂修，起草人物列传多篇。中华人民共和国成立后之后又转居上海，后受聘为上海市文管会顾问。

## 郡望
荥阳郡：荥阳为古郡县名，治所在今郑州市北古荥镇。据《荥阳县志》载：荥阳春秋属郑。战国属韩荥阳邑。秦置县，属三川郡。西汉属河南郡。东汉属河南尹。三国魏正始五年析河南郡置荥阳郡，统领荥阳、卷、阳武、开封等8县，寻罢。晋武帝泰始二年（266年），复置荥阳郡，阳武仍属之。北齐天保七年（566年）“省卷县入荥阳”。以后荥阳郡辖卷、原武、阳武的隶属关系一直延续到隋朝和唐初，达500年之久。郡的行政区划沿用至583年，为隋文帝所废，但直到唐朝前期还时有复改郡的现象，直到唐肃宗乾元二年（759年）荥阳郡才更名郑州。明清以后，黄河数次改道南徙，原武、阳武与荥阳因碍于黄河之隔，才逐渐脱离了辖属关系。

## 延伸閱讀
[在维基数据编辑]
 《欽定古今圖書集成·明倫彙編·氏族典·冒姓部》